# Зарха (ракетная система)
Зарха — йеменский тактический ракетный комплекс. В 2015 году был впервые продемонстрирован на йеменском телевидение.
«Зарха-1»
«Зарха-2»
Баллистический[уточнить] комплекс «Зарха-3» имеет дальность действия 17 км, массу боеголовки 15 кг, длина ракеты составляет 2,4 м. Комплекс обладает возможностью подрыва в дистанционном режиме.

## Боевое применение
Комплекс использовался йеменской армией и ополченцами «Ансар Аллах» во время отражения агрессии со стороны саудовской коалиции.